# Brumptomyia mangabeirai
Brumptomyia mangabeirai är en tvåvingeart som först beskrevs av Barretto M. P., Coutinho J. O. 1941.  Brumptomyia mangabeirai ingår i släktet Brumptomyia och familjen fjärilsmyggor. Inga underarter finns listade i Catalogue of Life.